# Oxydation de Pfitzner-Moffatt
L'oxydation de Pfitzner-Moffatt (parfois nommée oxydation de Moffatt) est une réaction chimique au cours de laquelle un alcool primaire ou secondaire est oxydé respectivement en aldéhyde ou en cétone par le diméthylsulfoxyde activé par un carbodiimide (généralement le dicyclohexylcarbodiimide (DCC)) et une quantité catalytique d'acide.

## Historique
La réaction tient son nom du Britanno-Colombien John Gilbert Moffatt (1930-) et de Klaus E. Pfitzner qui l'ont découverte en 1963. Après une période d'essor due à la douceur de ses conditions comparées à celles des oxydations de Jones et de Sarett, cette réaction est aujourd'hui largement délaissée au profit de l'oxydation de Swern.